# Битка код Сентомаша
Битка код Сентомаша била је део српске револуције 1848-1849. у Угарској.

## Увод
У мађарској револуцији 1848. Срби у Сентомашу изјаснили су се у мају 1848. за успостављену Српску Војводину. Средином јуна у Сентомаш је дошло 300 добровољаца из Србије са 3 топа, и за одбрану вароши подигнута су 4 редута (шанца), по један на путу за Нови Сад, Стари Бечеј, Фекетић и Врбас. Истовремено у Сентомашу су формиране 4 чете од по 450 добровољаца и распоређене по редутима. Добровољци из Србије бранили су шанац на путу за Стари Бечеј, који је народ прозвао Србобраном (по коме место данас носи име). Одбрана је појачана 9. јула са једном четом крајишника са 3 топа.

## Прва битка код Сентомаша (1848)
Дана 10. јула ујутро мађарске снаге (пешадија и хусари) напали су редуте на Великом бачком каналу и реци Криваји, али су ватром бранилаца заустављени и приморани да се повуку. Потом су браниоци између ова два шанца подигли још један мањи редут (на месту званом Тук) и посели га са 100 људи и једним топом. Одбрану је 18. августа појачао батаљон крајишника, чији је командант преузео команду над свим снагама. У зору 19. августа Мађари су поново напали са свих страна, али је одбрана одбила више њихових јуриша и принудила их на повлачење. Трећи напад Мађари су предузели 21. септембра са око 40.000 војника: у зору су опколили варош и после двочасовне артиљеријске припреме напали на све редуте, али су око 5 сати поподне принуђени на повлачење. Убрзо потом Мађари су напустили околна места, па су Сентомаш напустиле јединице које су га браниле, оставивши само 4 чете мештана и 9 топова (око 2.600 људи).

## Друга битка код Сентомаша (1849)
Мађарске снаге су под командом генерала Перцела у првој половини марта 1849. пробиле фронт аустро-српског корпуса између Куле и Врбаса и угрозиле Сентомаш у који се вратила чета крајишника, око 250 добровољаца из Србије и чета немачких гардиста-добровољаца. У одбрану се укључио и већи број избеглица из околних места, која су заузели Мађари. Пошто је руководство одбране, уз пуну подршку становништва, одбило Перцелов позив на капитулацију, Мађари су 3. априла у зору напали посаду у редутима према Врбасу и Новом Саду: први редут је одбио 2 јуриша, али је други освојен. Мађари су напад подржали јаком артиљеријском ватром и запалили магацин са муницијом, што је изазвало панику код бранилаца. Мађарске трупе су то искористиле, извршиле јуриш и у 10 сати ујутро продрле у Сентомаш, напале из позадине редут према Врбасу и заузеле га.

## Последице
Појава Мађара у вароши изазвала је општу пометњу међу мештанима, који су бежали преко моста и газова на реци Криваји према Старом Бечеју, а за њима се повукла и посада из неосвојених редута. Мађарске трупе опљачкале су град, а око 4.000 Срба погинуло је у борби, удавило се у реци Криваји или је побијено после битке.